# Schweinskopf (Tecklenburger Land)

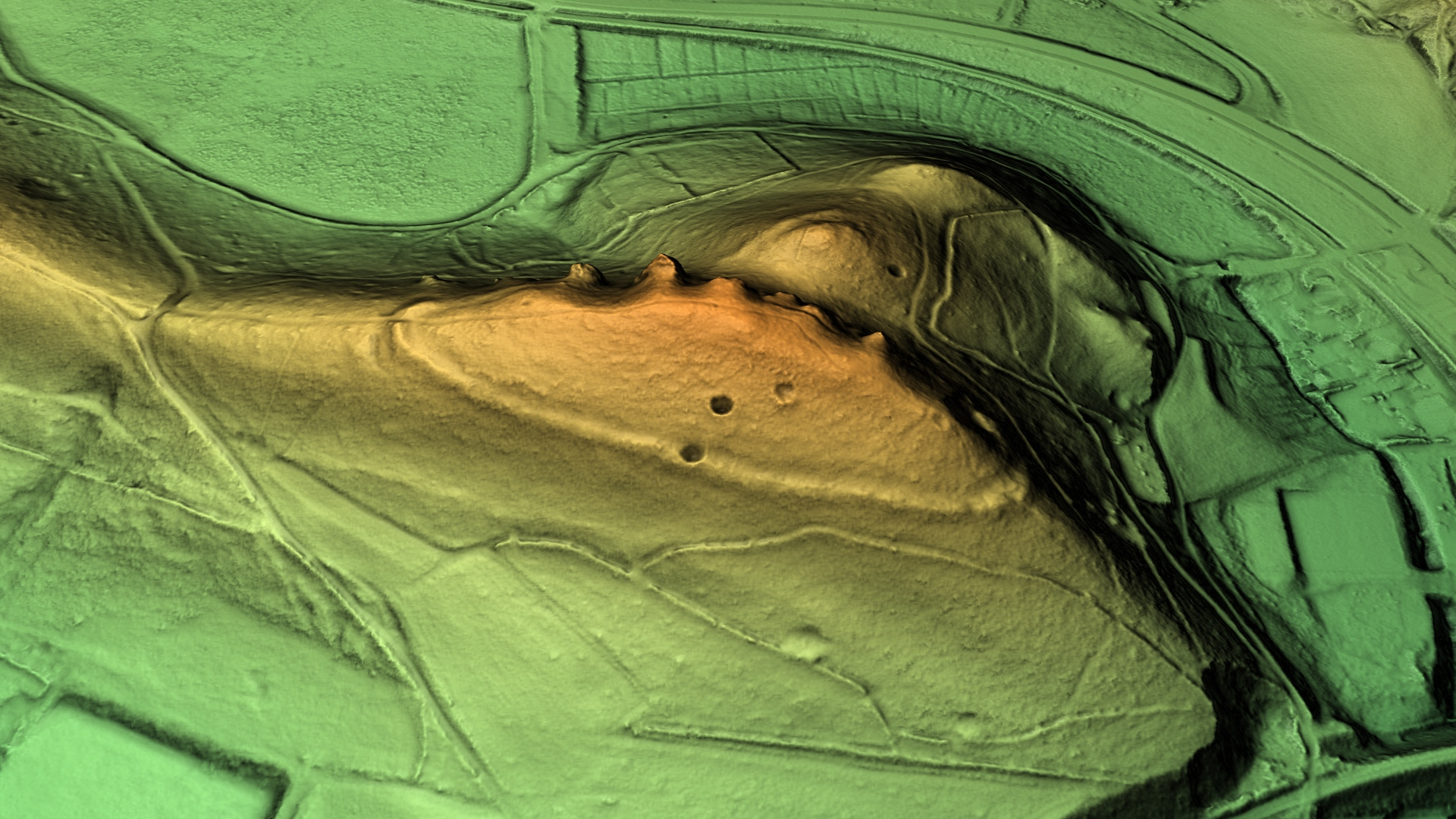
3D-Ansicht des digitalen Geländemodells

Der Schweinskopf ist eine Ringwallanlage aus vorgeschichtlicher Zeit auf dem gleichnamigen Höhenrücken. Der kegelige Bergstumpf befindet sich nördlich der Ortschaft Brochterbeck, Kreis Steinfurt, im Tecklenburger Land. Das Bodendenkmal ist auf den Hängen des nördlichen Teutoburger Waldes errichtet worden, innerhalb des heutigen Naturschutzgebietes der Dörenther Klippen.
C14-Untersuchungen von Ascheresten lassen den Schluss zu, dass die Anlage in der späten Früh- oder anbrechenden Mittleren Bronzezeit errichtet wurde (2000–1600 v. Chr.). Darüber hinaus wurden Feuersteinwerkzeuge aus weit älterer Zeit gefunden.